# 朝日式駒鳥型
前田 朝日式駒鳥型
- 用途：練習用グライダー
- 分類：初級滑空機
- 設計者：前田建一
- 製造者：前田航研工業ほか
- 運用者：各旧制中等学校ほか
- 初飛行：1940年10月2日
- 生産数：1,200機以上
- 運用状況：退役

朝日式駒鳥型（あさひしきこまどりがた）は、日本の前田航研工業が開発した初級滑空機（プライマリー・グライダー）。開発時の名称は前田式105型改（まえだしき105がたかい）。

## 概要
1940年（昭和15年）1月、「前田航研工業」として自身のグライダー・メーカーを再立ち上げした前田建一所長は、再始動を喧伝するためのデモンストレーションとして、召集によって前年末まで中支戦線に配属されていた中で着想した竹製グライダーの開発を開始。逓信省試作機として同年3月に前田所長自ら設計に着手し、6月に「前田式105型」の名で完成させ、6月18日には初飛行に至った。前田式105型は竹製骨組に紙張りの初級滑空機で、前田航研はこれによって竹グライダーの前田として認知されるようになった。前田式105型の製作機数は2機。
1940年、朝日新聞社は日本全国の中等学校への初級滑空機の寄贈を企画し、そのための機体の原型試作を前田航研へ依頼。これを受けた前田航研では、前田式105型を原型として設計を刷新した「前田式105型改」の開発に着手するとともに、朝日と共同で航空局へと働きかけ、航空局制定による機体（逓信省型）としての試作命令を受注している。開発には設計者である前田所長以下、木村貫一や蔵原三吾ら前田航研のスタッフに加えて九州帝国大学の佐藤博教授も参加し、模型風洞試験は航空局航空試験所で行われている。1940年10月に試作機が完成した後、『航空朝日』誌の斉藤寅郎編集長によって、朝日がスポンサーとなった機体として「朝日式」、開発・制定に尽力した航空局の駒林榮太郎航空官の名前をもじって「駒鳥型」と命名された。初飛行となる公式テストは同年10月2日に香椎飛行場で行われ、好成績を示した。また、1941年（昭和16年）10月15日には東京飛行場にて分解、組立、滑空を通しで行う試験が実施され、分解2分25秒、組立4分という所要時間を記録している。
駒鳥型は前田式105型に引き続き、操縦席前方に支柱を持たない「ツェクリング型」の設計を採用している。組立・分解を2 - 3分で行える折畳式の機体とすることで運搬や格納における利便性を確保し、また墜落を予防すべく操縦装置では失速対策が図られていた。
朝日による中等学校への駒鳥型の寄贈は、1942年（昭和17年）5月16日から1944年（昭和19年）9月まで10回に渡って行われ、全国の中学校や実業学校などへ計450機が寄贈され、教練に用いられた。また、朝日は1942年4月より数回に渡り、大日本飛行協会と共催する形で駒鳥型を用いた滑空機製作講習会も開催している。駒鳥型の生産数は前田航研のみで1,200機に達し、加えて大東滑空機などの他社によるライセンス生産分や学校で製作された機体もあった。結果、当時の日本の初級滑空機の中で文部省式1型に次ぐ数が製造され、日本国内に約5,000機が存在したとされる初級滑空機のうち、半数以上がこの2機種で二分されていたという。中には、学校以外で用いられた機体もあった。
太平洋戦争後にも1960年代初頭まで使用された機体があった他、九州航空宇宙協会によって復元機が製作されており、久留米工業大学内の研究ブースにて展示されている。

## 諸元
出典：『日本のグライダー 1930〜1945』 208,283頁、『日本グライダー史』 208頁、『昭和十八年朝日年鑑』 522頁。
- 全長：6.00 m
- 全幅：10.50 m
- 全高：2.10 m[14]あるいは2.13 m[10]
- 主翼面積：15.5 m2
- 自重：95 kg
- 全備重量：160 kg
- 最良滑空速度：45 km/h[11][14][注 2]
- 航続時間：約30秒[18]
- 翼面荷重：10.0 kg/m2
- 乗員：1名